# Campnosperma seychellarum
Campnosperma seychellarum là một loài thực vật có hoa trong họ Đào lộn hột. Loài này được Marchand mô tả khoa học đầu tiên năm 1869.